# Limia garnieri
Limia garnieri är en fiskart som beskrevs av Rivas, 1980. Limia garnieri ingår i släktet Limia och familjen Poeciliidae. Inga underarter finns listade i Catalogue of Life.